# Voorheesville
Voorheesville falu az USA New York államában, Albany megyében. Lakosainak száma 2841 fő (2020. április 1.).

## Népesség
A település népességének változása:

| 2010 | 2 789 |
| 2020 | 2 841 |